# Ácido isoftálico
O ácido isoftálico, ou ácido benzeno-1,3-dicarboxílico, ou ainda ácido 1,3-benzoldicarboxílico, é um ácido dicarboxílico aromático, de fórmula química C6H4(COOH)2.
É um isômero do ácido ftálico e ácido tereftálico. 

## Propriedades
É insolúvel em água fria e tem solubilidade escassa na água em ebulição, livremente solúvel em etanol, praticamente insolúvel em éter de petróleo. É solúvel na proporção de 4,0 g para cada 100 g de metanol 25 °C, 1,7 g/100 g de propanol a 25 °C, 2,7 g/100 g a 50 °C e em ácido acéticoglacial 0,23 g/100 g a 25 °C.

## Obtenção
É obtido em escala industrial, acima de um milhão de toneladas por ano pela oxidação do meta-xileno usando-se oxigênio. O processo emprega um catalisador de cobalto-manganês.
Em laboratório pode ser obtido pela oxidação do m-xileno usando-se como agente oxidante o ácido crômico, ou pela fusão do m-sulfobenzoato de potássio, ou m-bromobenzoato de potássio, cor formato de potássio (sendo que ácido tereftálico é também formado nesse último caso).
O sal de bário (com seu hexaidrato) é muito solúvel (uma distinção entre ácidos ftálicos e tereftálicos). Ácido uvítico, ácido 5-metilisoftálico, é obtido pela oxidação de mesitileno ou por condensação de ácido pirorracêmico com água de barita.

## Aplicações
Ácidos dicarboxílicos aromáticos são usados como precursores (na forma de cloretos de acila) para polímeros comercialmente importantes, e.g. o material resistente ao fogo Nomex. Misturado com ácido tereftálico, o ácido isoftálico é usado na produção de resinas para garrafas plásticas para bebidas. O polímero de alta performance polibenzimidazol é produzido a partir do ácido isoftálico. Além disso, o ácido é usado como um contribuinte importante para a produção de materiais isolantes. É utilizado em polímeros de condensação.